# With an Ear to the Ground
With an Ear to the Ground is het eenentwintigste album van de Britse progressieve rockband Caravan. Het is een verzamelwerk met nummers uit het begin van de zeventiger jaren.

## Tracklist
1. With an Ear to the Ground / You Can Make It / Martinian / Only Cox / Reprise
2. Be All Right / Chance of a Lifetime
3. Place of My Own
4. Can't Be Long Now / Françoise / For Richard / Warlock
5. Lover / No Backstage Pass
6. Magic Man
7. Wraiks and Ladders
8. Nothing It All / It's Coming Soon
9. L'Auberge du Sanglier / A-Hunting We Shall Go / Pengola / Backwards